# Anolis fortunensis
Anolis fortunensis е вид влечуго от семейство Dactyloidae.

## Разпространение
Видът е разпространен в Панама.